# Villery
Villery är en kommun i departementet Aube i regionen Grand Est (tidigare regionen Champagne-Ardenne) i nordöstra Frankrike. Kommunen ligger  i kantonen Bouilly som ligger i arrondissementet Troyes. År 2022 hade Villery 267 invånare.

## Befolkningsutveckling
Antalet invånare i kommunen Villery
Referens: INSEE